# Aramides
Aramides és un gènere d'ocells de la família dels ràl·lids (Rallidae) que habita zones humides i boscoses de l'àrea neotropical.

## Llista d'espècies
Aquest gènere ha estat classificat en 8 espècies vives:
- rascló collrogenc (Aramides axillaris).
- rascló de Caiena (Aramides cajaneus).
- rascló ala-rogenc (Aramides calopterus).
- rascló de clatell rogenc (Aramides albiventris).
- rascló de manglar (Aramides mangle).
- rascló saracura (Aramides saracura).
- rascló de Wolf (Aramides wolfi).
- rascló ipacaà (Aramides ypecaha).